# Kongō Gumi
Kongō Gumi Co., Ltd. (株式会社金剛組 Kabushiki Gaisha Kongō Gumi) là một công ty xây dựng Nhật Bản là công ty độc lập liên tục lâu đời nhất trên thế giới, hoạt động trên 1.400 năm cho đến khi nó được sáp nhập thành một công ty con của Takamatsu năm 2006.

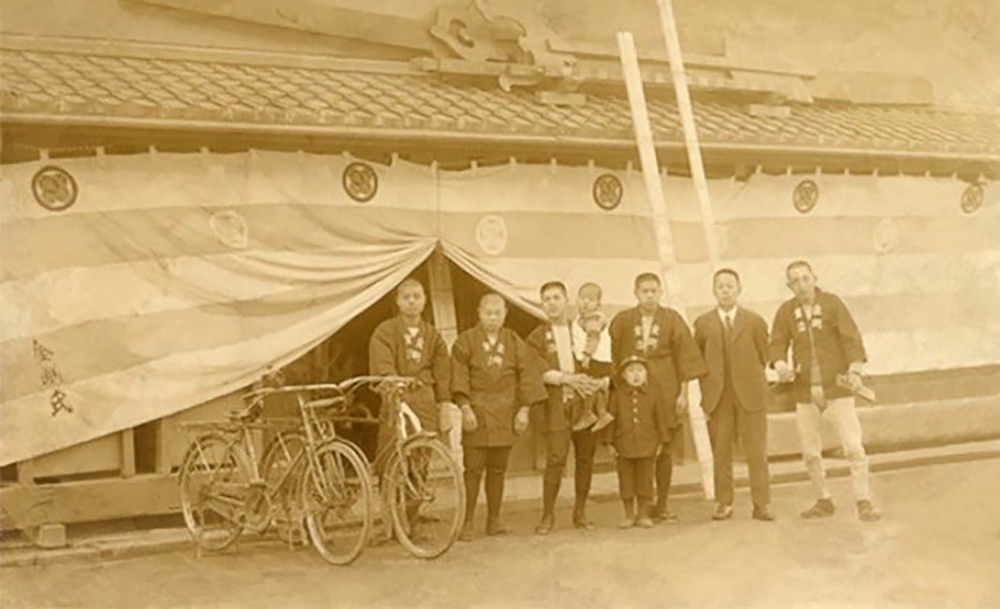
Nhiều công nhân Kongō Gumi, đầu thế kỷ 20

Công ty được thành lập vào năm 578 tại Osaka, và hoạt động kể từ đó năm 2006. Công ty rơi vào thời kỳ khó khăn và vỡ nợ vào tháng 1 năm 2006 và được Tập đoàn xây dựng Takamatsu mua lại. Trước khi bị vỡ nợ, nó đã có hơn 100 nhân viên và doanh thu hàng năm là 7,5 tỷ yên (70 triệu đô la) trong năm 2005; nó vẫn còn chuyên xây dựng các ngôi chùa Phật giáo. Chủ tịch cuối cùng là Masakazu Kongō, người lãnh đạo thứ 50 của công ty. Tính đến tháng 12 năm 2006, Kongō Gumi tiếp tục hoạt động như một công ty con của Takamatsu.
Vào tháng 1 năm 2006, Tập đoàn Xây dựng Takamatsu thành lập công ty mới có tên là Kongogumi Engineering Co Ltd.
Người sáng lập ra công ty là Hoàng tử Shōtoku được mời từ Baekje (một trong Tam quốc Triều Tiên) đến Nhật Bản để xây chùa Shitennō-ji là ngôi chùa đầu tiên và lâu đời nhất của Nhật Bản. Công ty này đã xây dựng lâu đài Osaka.
Kể từ tháng 12 năm 2006, Kongō Gumi hoạt động với tư cách là công ty con của Takamatsu.